# Гиерта
Гиерта (швед. Hierta, фин. Hjerta) — дворянский род.
Потомство норвежца Трондра, посланного королём Олафом Святым в Иемтландию и убитого в 1017 г. шведами. Его потомки поселились в Дании, откуда в начале XVI в. перешли в Швецию.
Грамотой Шведского Короля Густава III, от 1 февраля (12 февраля) 1771, полковник и командир Далекарлийского полка Карл и полковник и командир Вестготландского полка Ларс Гиерта возведены, с нисходящим их потомством, в баронское достоинство Королевства Шведского.
Род сыновей Ларса Гиерта: полковника, директора Рыцарского Дома Акселя-Адама и поручика Конрада-Вильгельма Гиерта внесен, 25 января (6 февраля) 1818, в матрикул Рыцарского Дома Великого Княжества Финляндского, в число родов баронских, под № 15.

## Описание герба
по Долгорукову:

Голубой щит, окаймленный широкой золотой полосой, на коей изображены лилии и красные розы. В гербе широкая золотая полоса, диагональная, от левого верхнего угла к нижнему правому, и на ней три красных сердца, все три пронзенные, сверху донизу, голубой стрелой.

На щите баронская корона и по бокам её два шлема с баронскими же коронами. Из правого шлема выходить вправо обращенный лев, нижняя половина коего голубая; держит в правой лапе три стрелы, а над головой льва серебряная шестиугольная звезда. Из левого шлема выходят два страусовых пера, правое голубое, левое красное; между ними, крестообразно, две серебряных стрелы, остриями вверх, и между стрелами, на воздухе, дворянская корона. Щит держат: справа белый конь; слева воин в одежде средних веков, с мечом в правой и с зелёным щитом в левой рук. Девиз: et corde et ore.— Долгоруков П. В. Российская родословная книга.